# Saint-André-en-Morvan
Saint-André-en-Morvan – miejscowość i gmina we Francji, w regionie Burgundia-Franche-Comté, w departamencie Nièvre. W 2013 roku jej populacja wynosiła 294 mieszkańców. Przez gminę przepływa rzeka Cure. 